# شونبرگ (باواریای پایین)
شونبرگ (باواریای پایین) (به آلمانی: Schönberg, Lower Bavaria) یک شهر در آلمان است که در فرایونگ-گرافناو واقع شده‌است.

## خصوصیات
شونبرگ ۳۲٫۷۱ کیلومترمربع مساحت دارد ۵۶۳ متر بالاتر از سطح دریا واقع شده‌است.